# Topolino nel Far West
Topolino nel Far West (Two-Gun Mickey), anche conosciuto col titolo Topolino eroe del West, è un film del 1934 diretto da Ben Sharpsteen. È un cortometraggio animato della serie Mickey Mouse, prodotto dalla Walt Disney Productions e uscito negli Stati Uniti il 15 dicembre 1934, distribuito dalla United Artists. Nel film i personaggi interpretano una loro versione western.

## Trama
Minni cavalca in città per prendere un grosso sacco di soldi dalla banca. Durante il tragitto incontra Topolino, che la aiuta ad attraversare una pozza d'acqua. Tuttavia la ragazza è troppo orgogliosa per ringraziarlo. In città, dopo che ha ritirato i soldi, Minni viene inseguita dal bandito Pietro Gambadilegno e dai suoi scagnozzi che glieli vogliono rubare. I banditi inseguono Minni fuori città e Topolino, vedendo l'inseguimento, si precipita a salvarla. Topolino sconfigge gli sgherri di Pietro con le sue pistole. Nel duello con Pietro, però, finisce le munizioni, ma riesce a far cadere il bandito dentro a un cactus. Dopo che Minni, "indipendentemente", ha baciato Topolino, i due cavalcano verso l'orizzonte portando Pietro alla giustizia.

## Distribuzione

### Edizione italiana
Esistono due edizioni italiane del corto. Nel DVD Walt Disney Treasures: Topolino in bianco e nero è stata inclusa l'edizione originale, senza doppiaggio italiano. Quella trasmessa su Rai 2 nel 1996, è invece doppiata in italiano dalla Royfilm con la collaborazione della Angriservices Edizioni sotto la direzione di Leslie La Penna e colorata al computer.

## Edizioni home video

### DVD
Il cortometraggio è incluso nel DVD Walt Disney Treasures: Topolino in bianco e nero, senza doppiaggio italiano.